# Metahyamus sutepensis
Metahyamus sutepensis is een hooiwagen uit de familie Assamiidae.